# Sculpsitechinus
Sculpsitechinus is een geslacht van zee-egels uit de familie Astriclypeidae.

## Soorten
- Sculpsitechinus auritus (Leske, 1778)
- Sculpsitechinus tenuissimus (L. Agassiz & Desor, 1847)